# Adile Sultan (figlia di Mahmud II)
Adile Sultan (turco ottomano: عدیله سلطان, "giustizia" o "equità"; Istanbul, 23 maggio 1826 – Istanbul, 12 febbraio 1899) è stata una principessa ottomana, figlia del sultano Mahmud II e della consorte Zernigar Kadın, sorellastra dei sultani Abdülmecid I e Abdülaziz I.

## Origini
Adile Sultan nacque a Istanbul, nel palazzo Beşiktaş, il 23 maggio 1826. Suo padre era il sultano ottomano Mahmud II e sua madre la Quarta Consorte Zernigar Kadın. Nel 1830, all'età di quattro anni, perse la madre e venne adottata da Nevfidan Kadin, Prima Consorte del padre, alla quale erano morti tutti i suoi cinque figli.  
Adile era ritenuta una ragazza intelligente e sensibile e ricevette un'ottima educazione. Studiò teologia, lingua araba, lingua persiana, musica e calligrafia con Ebubekir Mümtaz Efendi, il calligrafo più famoso dell'epoca. Mise a frutto le sue doti componendo poesie, che le valsero il riconoscimento di unica poetessa di Diwan pubblicata della dinastia. 
Nel 1839 perse anche suo padre e il suo fratellastro Abdülmecid, figlio di Bezmiâlem Kadın, divenne sultano. 

## Matrimonio
Il 24 marzo 1845 Abdülmecid la promise in sposa a Mehmed Ali Paşah, figlio di Hacı Ömer Agha. Era per lui il secondo matrimonio e aveva già due figli, Mahmud Edem Paşah (che sposò Refia Sultan, figlia di Abdülmecid) e Hatice Hanim. Dopo il matrimonio servì come Gran Visir e Kapudan della flotta.  
Il fidanzamento fu ufficializzato il 27 aprile al Palazzo Topkapi e il matrimonio fu celebrato il 27 giugno 1845, con festeggiamenti che durarono una settimana. Alla coppia venne assegnato il Palazzo Neşatabad, un tempo appartenuto a Hatice Sultan, figlia di Mustafa III. Insieme ebbero un figlio e tre figlie, ma solo la maggiore sopravvisse all'infanzia.   
Nel 1861 il suo fratellastro Abdülaziz, con cui non era in buoni rapporti, salì al trono. Per riconciliarsi con lui gli presentò Edadil Hanim, una sua dama che Abdülaziz prese come consorte. Adile scrisse diversi componenti per celebrare il loro figlio, Şehzade Mahmud Celaleddin.    
Nel 1868 Adile rimase vedova e l'anno seguente perse anche l'unica figlia sopravvissuta, della quale aveva visto morire bambini anche i tre figli. Prostrata dal dolore, cercò rifugio in feste e concerti per distrarsi. 

## Morte
Adile Sultan morì il 12 febbraio 1899, ultima sopravvissuta dei figli di Mahmud II. Venne sepolta nel mausoleo di suo marito a Eyüp, con i figli e i nipoti. 

## Discendenza
Dal suo matrimonio, Adile Sultan ebbe un figlio e tre figlie:
- Hayriye Hanimsultan (giugno 1846 - 26 luglio 1869). Si sposò una volta ed ebbe due figli e una figlia, tutti morti infanti.
- Şadıka Hanımsultan (? - ?). Morta infante, venne sepolta nel mausoleo di suo padre a Eyüp.
- Sultanzade Ismail Bey (? - ?). Morto infante, venne sepolta nel mausoleo di suo padre a Eyüp.
- Aliye Hanımsultan (? - ?). Morta infante, venne sepolta nel mausoleo di suo padre a Eyüp.

## Religione
Adile Sultan era nota per la sua devozione. Nel 1845 divenne una seguace dello sceicco Shumnulu Ali Efendi e un membro dell'ordine sufi Naqshbandi. Teneva incontri di sufi e dervisci nel suo palazzo e riceveva postulanti per conoscere le necessità dei poveri che chiedevano il suo aiuto. 

## Beneficenza
Adile Sultan era interessata alla questione dell'istruzione femminile nell'Impero ottomano.  
Donò il suo palazzo a Kandilli, noto come il Palazzo di Adile Sultan, perché venisse riconvertito nella prima scuola superiore femminile dell'Impero. Le guerre le impedirono di vedere realizzato il suo desiderio, ma nel 1916  Ahmed Rıza trasformò il palazzo nella Adile Sultan İnas Mekteb-i Sultanisi, la seconda scuola superiore femminile dell'Impero, oggi attiva con il nome di Kandilli Anatolian High School for Girls, anche se dovette trasferirsi altrove nel 1969.  
Nel 1986 il palazzo di Adile Sultan fu danneggiato da un incendio e riaprì solo nel 2006. Oggi ospita il Centro di istruzione e cultura Sakıp Sabancı Kandilli. 

## Poesia
Adile Sultan è nota anche per essere l'unica principessa ottomana a diventare una poetessa pubblicata, anche se di minor bravura e successo delle sue contemporanee Leyla Hanım, Fitnat Hanım e Leyla Gülefşan Hanim.  
Le sue poesie vennero pubblicate nel 1866 con il titolo Adile Sultan's Divan, tuttavia, i suoi componimenti migliori furono le elegie che compose in memoria del marito e della figlia dopo la loro morte.  
Sebbene fosse influenzata dalle mode del periodo, che guardavano all'Europa, il suo stile si mantenne classico e tradizionale. 

## Personalità
Adile era conosciuta come una donna colta, pia e attiva nella beneficenza. Il personale dei suoi palazzi la giudicava educata e gentile. 
Aveva l'abitudine di fumare la pipa ad acqua. 
Adile si differenziava dalle sue contemporanee perché, mentre a Istanbul spopolava la moda europea, si mantenne fedele alla tradizione, indossando costantemente abiti turchi. Non portava gioielli, a parte le spille di smeraldi e rubini a forma di rosa con cui fissava il velo. 

## Onorificenze
- Ordine della Carità Şefkat Nişanı, 18 gennaio 1879[16].